# Herb Koronowa
Herb Koronowa – jeden z symboli miasta Koronowo i gminy Koronowo w postaci herbu, ktróry został zatwierdzony 29 stycznia 2008.

## Wygląd i symbolika
Na błękitnej tarczy herbowej przedstawione są złote insygnia królewskie: berło i korona. Symbolika herbu nawiązuje do nazwy miasta. 

## Historia
Pierwsza wzmianka o pieczęci miejskiej przedstawiającej prawdopodobnie berło i koronę pojawiła się w 1399 roku. Najstarszy wizerunek herbu pochodzi z końca siedemnastego stulecia.